# Allotisis labyrinthina
Allotisis labyrinthina là một loài bọ cánh cứng trong họ Cerambycidae.